# Ванадатометрия
Ванадатометрия — метод окислительно-восстановительного титрования, основанный на реакции восстановления соединений ванадия.

## Теория
Чаще всего в ванадатометрии в качестве окислителя используют соединения ванадия(V). Основными реакциями ванадатометрии являются:
{\displaystyle {\mathsf {VO_{2}^{+}+e^{-}+2H^{+}\rightleftarrows VO^{2+}+H_{2}O\ \ E_{VO_{2}^{+}/VO^{2+}}^{0}=0,994\ B}}}
{\displaystyle {\mathsf {H_{2}VO_{4}^{-}+e^{-}+4H^{+}\rightleftarrows VO^{2+}+3H_{2}O\ \ E_{H_{2}VO_{4}^{-}/VO^{2+}}^{0}=1,31\ B}}}
Величина данных потенциалов зависит от pH среды. Так, для пары VO2+/VO2+ в 1М растворе серной кислоты он составляет +1,02В, а в 8М растворе уже +1,30В.
В качестве титранта используют ванадат натрия или ванадат аммония, растворы которых готовят из точных навесок. Эти растворы достаточно стабильны при хранении, их концентрацию определяют титрованием раствором перманганата калия в кислой среде после восстановления диоксидом серы V(V) в V(IV) и удаления избыточного диоксида серы.
Конечная точка титрования определяется по изменению окраски индикаторов: дифениламина, N-фенилантраниловой кислоты, дифениламин-4-сульфокислоты, а также потенциометрически.
Ванадатометрия обладает большей избирательностью по сравнению с хроматометрией и цериметрией, позволяя определять гидрохинон в присутствии крезолов, а малеиновую кислоту в присутствии муравьиной.

## Практика
С помощью прямого титрования ванадатами определяют:
- катионы As(III), Hg(I), Mo(III), Mo(V), Sn(II), Sb(III), Ti(III), Tl(I), U(IV), V(III), W(V)
- анионы SO32-, S2O32-, S2-, SCN-, I-

Методом обратной ванадатометрии определяют спирты, кетоны и аминокислоты, когда к определяемому веществу добавляют избыток ванадата, а непрореагировавший окислитель далее оттитровывают раствором Fe(II).